# IC 4692
IC 4692 је спирална галаксија у сазвјежђу Паун која се налази на листи објеката дубоког неба у Индекс каталогу.
Деклинација објекта је - 58° 41' 39" а ректасцензија 18h 14m 50,0s. Привидна величина (магнитуда) објекта IC 4692 износи 13,6 а фотографска магнитуда 14,3. Налази се на удаљености од 55,300 милиона парсека од Сунца. IC 4692 је још познат и под ознакама ESO 140-13, IRAS 18104-5842, PGC 61638.